# Associació Bet-El
L'Associació Bet-El és una sinagoga de la ciutat de Caracas, Veneçuela, que està afiliada a l'Associació Israelita de Veneçuela (AIV). Bet-El és una congregació ortodoxa de ritu sefardita. La sinagoga va ser construïda entre 1969 i 1973, en el barri de San Bernardino. Actualment, la comunitat està formada en la seva majoria per jueus provinents de Jerusalem, Israel, igualment per alguns d'Aleppo (Síria), de Melilla (Espanya) i del nord del Marroc, especialment de les ciutats de Tetuan i Xauen.

## Característiques
La sinagoga es troba en l'Avinguda Cajigal. Té capacitat per unes 300 persones en la secció d'homes, aquesta secció, està adornada amb vitralls dissenyats per l'artista plàstic israelià Yaacov Agam, en la paret a on es troba l'Hejal hi ha una escultura de Harry Abend. Hi ha prou espai per unes 100 persones en la secció de dones en el pis de dalt.
La sinagoga a més té un saló en el soterrani, que és emprat per a les festes familiars com el Bar mitsvà, el Bat Mitsvà, les noces, les set benediccions i els menjars rituals, el saló va ser inaugurat en 1988.
En el pis més alt de l'edifici, al costat de l'àrea de resos emprada per les dones, es troba una sala d'estudi o Beth Midraix. En la sinagoga està disponible la Torà amb comentaris de Raixí, els sidurim en hebreu, amb traducció i fonètica en espanyol per aquells que no dominen prou bé l'hebreu. Actualment, el rabí de la sinagoga és d'origen magrebí. Els resos i els costums són Jerusalemites.